# Картедж (Іллінойс)
Картедж (англ. Carthage) — місто (англ. city) в США, в окрузі Генкок штату Іллінойс. Населення — 2490 осіб (2020).

## Географія
Картедж розташований за координатами 40°24′52″ пн. ш. 91°7′40″ зх. д. / 40.41444° пн. ш. 91.12778° зх. д. (40.414440, -91.127771).  За даними Бюро перепису населення США в 2010 році місто мало площу 6,31 км², уся площа — суходіл.

## Історія
Перші поселенці європейського походження прибули до Картеджа та округу Генкок у перші десятиліття XIX століття. До 1833 року вони звели в Картеджі перші прості будівлі. Того ж року було збудовано зрубову хатину, яка слугувала окружним судом, а адміністративний центр округу було перенесено з Монтебелло до Картеджа. Місто було офіційно спроектоване і закладене у 1838 році.
Єдиною людиною, яку було законно страчено через повішення в окрузі Генкок, був Ефрам Фрайм. Його захищав на суді мандрівний окружний адвокат Авраам Лінкольн. Фрайма було визнано винним у вбивстві. Лінкольн подав апеляцію до судді, який розглядав справу, що на той час було звичайною практикою. Оскільки у Картеджі тоді не було в'язниці, Фрайм утримувався в будівлі суду, яка розташовувалася поруч зі школою. Фрайм розмовляв з дітьми через вікно на другому поверсі. Завдяки цим розмовам більшість учнів були присутні під час страти їхнього нового знайомого Ефрама. Вважається, що повішення відбулося поблизу сучасної міської очисної станції на схід від міста, де природний амфітеатр дозволяв натовпу спостерігати за подією.
У червні 1844 року, перебуваючи у в'язниці Картеджа, Джозеф Сміт, засновник руху святих останніх днів, та його брат Гайрум Сміт були вбиті натовпом у четвер, 27 червня 1844 року.
22 жовтня 1858 року Лінкольн виступав у Картеджі під час своєї передвиборчої кампанії до Сенату США. На південному боці площі біля окружного суду встановлено великий камінь на згадку про цю подію.
Згодом будівля в'язниці зазнала реконструкцій та використовувалася для різних цілей. Деякий час вона була домівкою Картеджського коледжу. Сьогодні в'язниця відновлена до вигляду, наближеного до її оригінального стану 1844 року, і належить Церкві Ісуса Христа Святих Останніх Днів. Ця територія, що займає цілий міський квартал, є історичним туристичним центром.
Видатна регіональна ботанік, благодійниця та мандрівниця доктор Еліс Л. Кіббе жила у Картеджі. Разом із її особистими колекціями місцевий музей спадщини Кіббе-Генкок зберігає численні експонати, що розповідають про історію міста та регіону.
Картедж — єдине місто в Іллінойсі, де збережені всі в'язниці, які будь-коли використовувалися: стара в'язниця, відома як «мормонська в'язниця»; наступна в'язниця, що також слугувала резиденцією шерифа і розташована на південному боці площі суду; і нова в'язниця, що знаходиться на шосе 136 у західній частині міста.
Окружний суд округу Генкок у Картеджі був побудований у 1908 році та є третім судом для округу. Він розташований на центральній площі міста. Суд та магазини навколо площі були внесені до Національного реєстру історичних місць у 1986 році.

## Демографія
Згідно з переписом 2010 року, у місті мешкало 2605 осіб у 1151 домогосподарстві у складі 680 родин. Густота населення становила 413 особи/км².  Було 1308 помешкань (207/км²).
Расовий склад населення:
| - 97,3 % — білих - 0,4 % — азіатів - 0,3 % — корінних американців - 0,3 % — чорних або афроамериканців |

До двох чи більше рас належало 1,2 %. Частка іспаномовних становила 2,0 % від усіх жителів.
За віковим діапазоном населення розподілялося таким чином: 21,3 % — особи молодші 18 років, 56,9 % — особи у віці 18—64 років, 21,8 % — особи у віці 65 років та старші. Медіана віку мешканця становила 43,5 року. На 100 осіб жіночої статі у місті припадало 92,4 чоловіків;  на 100 жінок у віці від 18 років та старших — 87,8 чоловіків також старших 18 років.
Середній дохід на одне домашнє господарство  становив 53 649 доларів США (медіана — 47 827), а середній дохід на одну сім'ю — 64 473 долари (медіана — 54 583). Медіана доходів становила 43 750 доларів для чоловіків та 36 591 долар для жінок. За межею бідності перебувало 7,5 % осіб, у тому числі 9,2 % дітей у віці до 18 років та 3,8 % осіб у віці 65 років та старших.
Цивільне працевлаштоване населення становило 1129 осіб. Основні галузі зайнятості: освіта, охорона здоров'я та соціальна допомога — 34,1 %, виробництво — 11,6 %, роздрібна торгівля — 9,2 %.

## Персоналії
- Вірджинія Черрілл (1908-1996) — американська актриса.